# 마천중학교
마천중학교(馬川中學校)는 대한민국 경상남도 함양군 마천면 덕전리에 있는 공립 중학교이다.

## 학교 연혁
- 1964년 3월 20일 : 마천고등공민학교 인가
- 1965년 12월 24일 : 함양중학교 마천분교로 인가
- 1967년 2월 28일 : 제1회 졸업(졸업생 12명)
- 1971년 3월 1일 : 마천중학교로 독립인가
- 2005년 2월 21일 : 현 신축공사 준공 이전
- 2019년 3월 1일 : 제26대 이창대 교장 취임
- 2023년 2월 10일 : 제55회 졸업식(졸업생 7명, 총 3,721명)
- 2023년 3월 2일 : 입학식(신입생 5명)

## 참고 자료
- 마천중학교 - 한국교육학술정보원 학교알리미